# Harikaranahalli, Turuvekere
Harikaranahalli là một làng thuộc tehsil Turuvekere, huyện Tumkur, bang Karnataka, Ấn Độ.